# بالمر ۱۲۷۵۵
سیارک ۱۲۷۵۵ (به انگلیسی: 12755 Balmer، نامگذاری:1993OS10) دوازده هزار و هفتصد و پنجاه و پنجمین سیارک کشف شده‌است که در ۲۰ ژوئیه ۱۹۹۳ کشف شد.
قدر مطلق سیارک برابر ۲۶.۹ است.